# Dirección General de Pesca
La Dirección General de Pesca fue un órgano del Gobierno de España que existió durante la mayor parte del siglo XX, con competencias sobre los asuntos pesqueros.
Se creó por Real Decreto de 5 de junio de 1924, integrada en el Ministerio de Marina, al escindir las competencias pesqueras de la Dirección General de Navegación y Pesca Marítima. A este órgano se adscribía el Instituto Español de Oceanografía. Posteriormente, en 1928 los servicios de pesca se traspasaron al Ministerio de Fomento, a través de una Dirección General de Montes, Pesca y Caza, aunque dos años después regresaron a Marina y se refundieron con la Dirección General de Navegación, que pasó a denominarse Dirección General de Navegación, Pesca e Industrias Marítimas.
En los años de la Segunda República los servicios de pesca pasaron a la Subsecretaría de Marina Civil y, tras la guerra civil, el Gobierno de la Dictadura restableció la Dirección General de Pesca en el Ministerio de Marina. En años posteriores se renombró como Dirección General de Pesca Marítima y se integró en el Ministerio de Industria y Comercio primero y en el Ministerio de Comercio después. Restablecida la democracia, los asuntos pesqueros se integraron en el nuevo Ministerio de Transportes y Comunicaciones que, desde marzo de 1978, pasaron a depender de la Subsecretaría de Pesca y Marina Mercante (hoy conocida como Secretaría General de Pesca). Finalmente, ya en el Ministerio de Agricultura, este órgano se suprimió en 1981, dividiéndose sus funciones en otros dos órganos: la Dirección General de Ordenación Pesquera y la Dirección General de Relaciones Pesqueras Internacionales.